# Первая грузовая компания
Акционерное общество «Пе́рвая Грузова́я Компа́ния» (АО «ПГК») — российский частный оператор на рынке грузовых железнодорожных перевозок и разработчик программного обеспечения. Является одним из лидеров среди российских железнодорожных операторов по объёму перевозок и грузообороту (по итогам рейтинга INFOLine Rail Russia Top за 2021 год). Штаб-квартира компании находится в Москве. Российская региональная сеть ПГК включает 14 филиалов.

## Деятельность

### Перевозка грузов

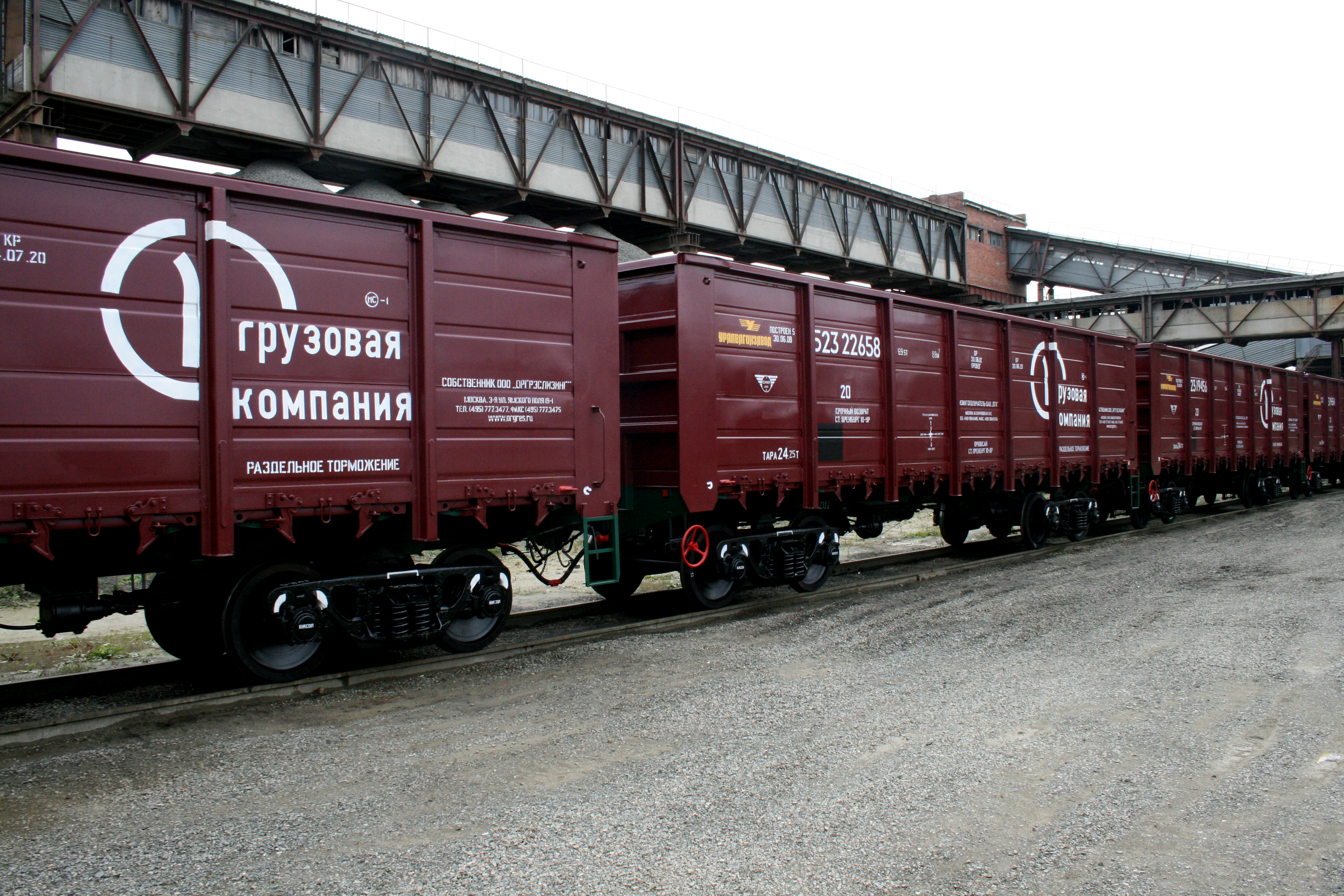
Полувагоны ПГК — основное средство перевозки грузов

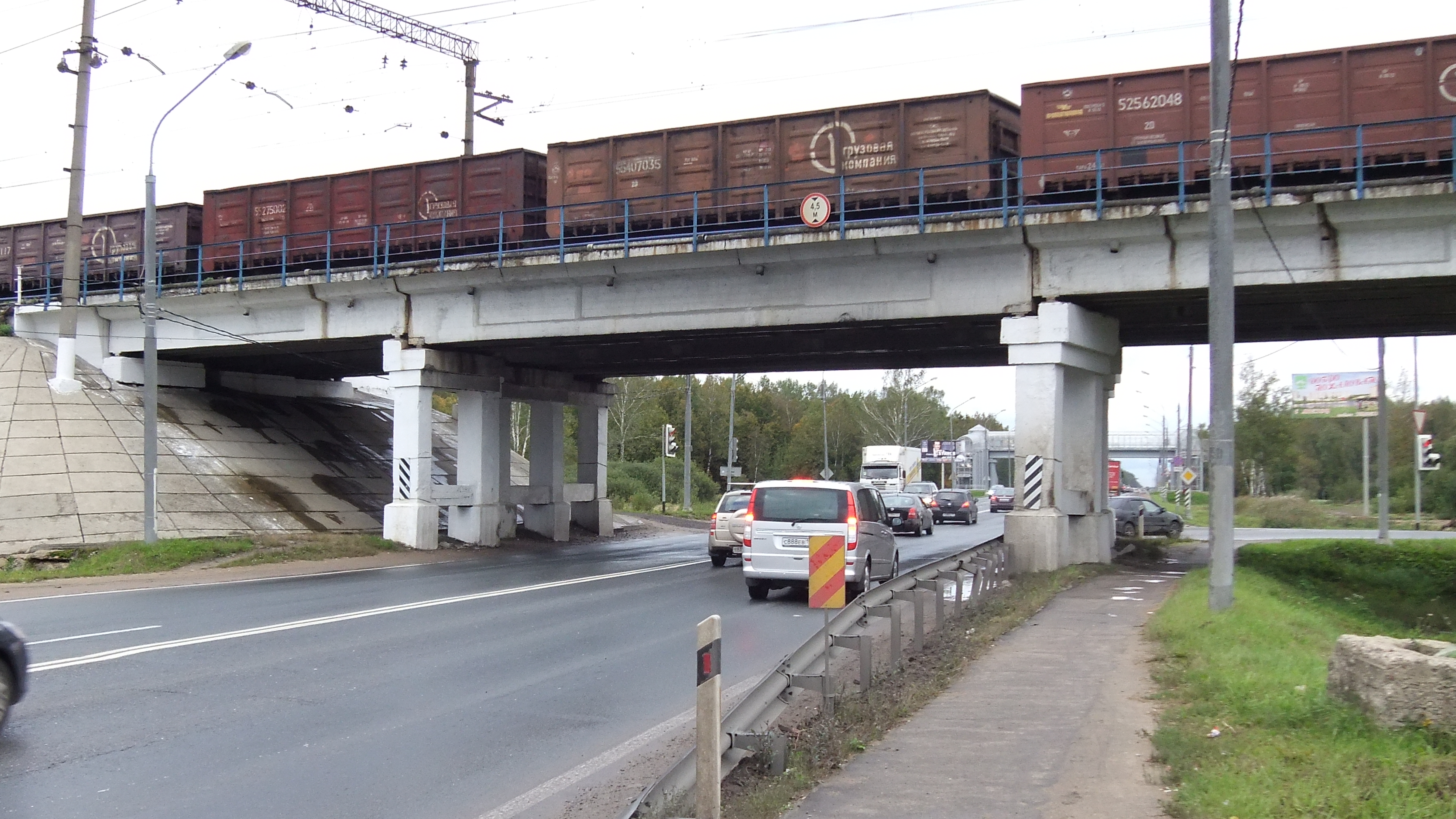
Грузовой поезд с полувагонами ПГК

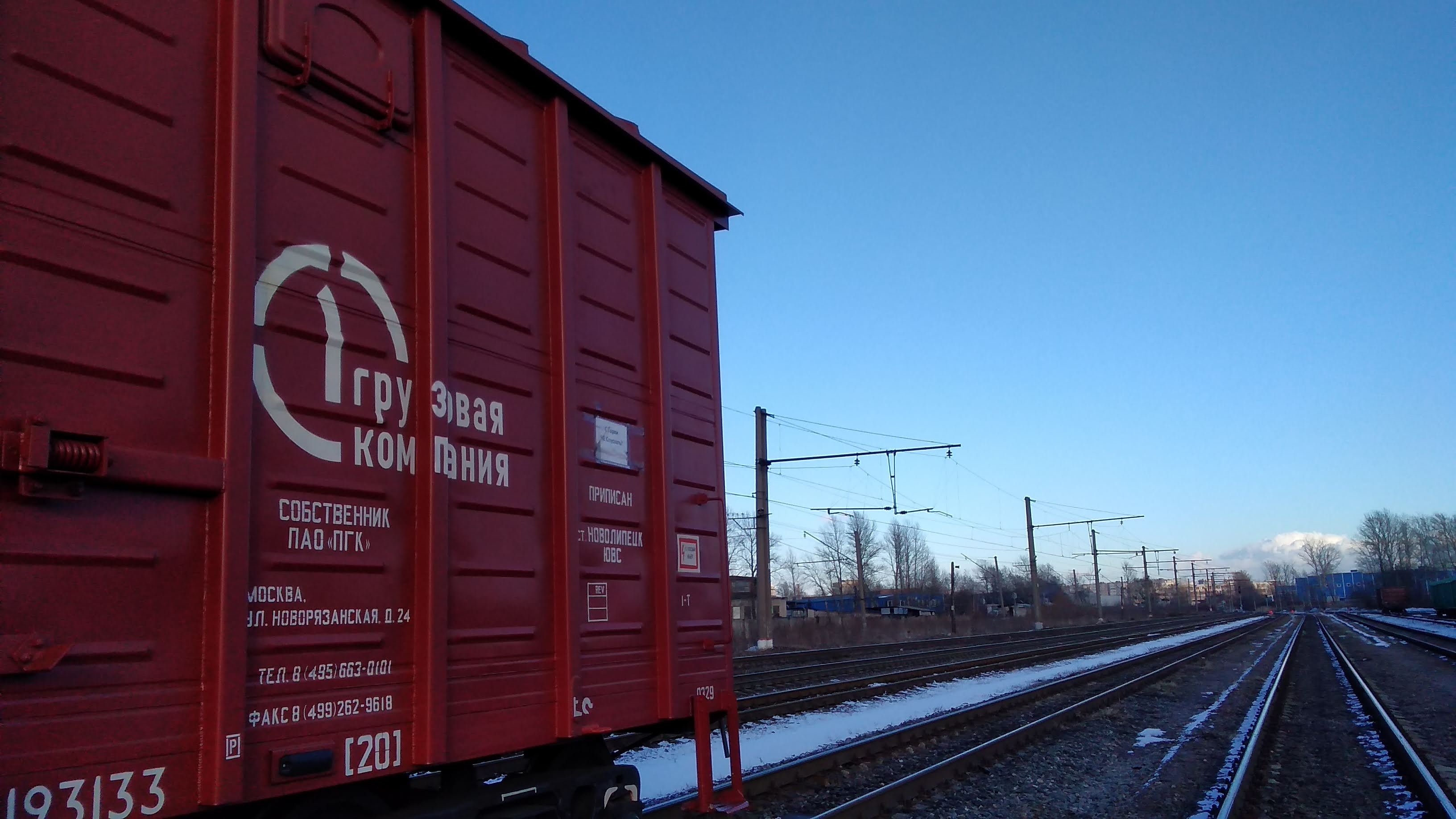
Крытый вагон ПГК на грузовой станции Волковская, Санкт-Петербург

ПГК предоставляет весь спектр услуг, связанных с железнодорожной перевозкой грузов и соответствующей логистикой. Основные клиенты компании — крупнейшие металлургические предприятия и производители минеральных удобрений. Компания строит бизнес с грузоотправителями на долгосрочной основе — более 80 % всех контрактов заключены на срок 5-7 лет.
В управлении ПГК 113 тысяч единиц диверсифицированного подвижного состава всех типов, в том числе полувагоны, крытые вагоны, фитинговые платформы и хоппер-цементовозы. Доля компании в структуре вагонного парка РФ — 12 %.
Российская региональная сеть ПГК включает 14 филиалов. На территории Казахстана интересы ПГК представляет компания «ПГК — Центральная Азия».
В 2022 году ПГК вышла из сегмента универсальных платформ, полностью продав собственный парк.

### Обслуживание и ремонт вагонов
Компания владеет вагоноремонтным депо Грязи, специализирующемся на текущем и капитальном ремонте грузовых вагонов различных типов, в том числе полувагонов, платформ, окатышевозов, цементовозов. Производственная мощность депо — около 7,8 тыс. единиц ремонтов вагонов ежегодно.
В составе ПГК функционируют два участка текущего отцепочного ремонта (ремонт вагонов в объёме ТР-1 и ТР-2, включая замену колесных пар). Участок ТОР (текущего отцепочного ремонта) Заринская (Алтайский край) Новосибирского филиала ПГК, успешно обеспечивающий подготовку полувагонов для нужд группы НЛМК, в скором будущем превратится в вагоноремонтный комплекс на Западно-Сибирской железной дороге.
В декабре 2020 г. дочернее предприятие — «Заринскую вагоноремонтную компанию» — включили в реестр резидентов территории опережающего социально-экономического развития (ТОСЭР). Благодаря запуску новых мощностей в городе появится не менее 120 новых рабочих мест. В 2020 году на участке ТОР Заринская отремонтировали 4 710 вагонов, из них 657 инновационных полувагонов (+199 % к уровню 2019 года).
Работа участка ТОР Юльевка (Саратовская область) уменьшает расходы ПГК на передислокацию и отвлечение вагонов от оперирования, а также снижает нагрузку на инфраструктуру Приволжской железной дороги. Благодаря этой площадке время нахождения вагонов вне перевозочного процесса оптимизировано в среднем на 6-7 суток. В 2020 году здесь отремонтировали 1 501 вагон.
В структуру компании также входят 7 промывочно-пропарочных станций (ППС), располагающихся в ключевых транспортных железнодорожных узлах на территории России: ППС Зелецино (Нижегородская обл.), ППС Комбинатская (г. Омск), ППС Сызрань (г. Сызрань), ППС Ачинск (Красноярский край), ППС Татьянка (г. Волгоград), ППС Никель (Оренбургская обл.), ППС Осенцы (г. Пермь).

### Компьютерные разработки
В 2022 году ПГК учредила собственную IT-компанию ООО «ПГК Диджитал», специализирующуюся на разработке и внедрении цифровых продуктов и программного обеспечения для клиентских и внутренних IT-решений. В портфель ПГК вошло более 150 IT и цифровых проектов, как собственных решений в области логистики, так и адаптированных решений крупных игроков.
Для оптимизации своих задач компания самостоятельно разрабатывает и применяет компьютерные системы большого масштаба, использующие искусственный интеллект. Так, система «Навигатор» распределяет вагоны по заказам, а система «Цифровой вагон» планирует ремонты вагонов по мере мониторинга износа колёсных пар. По словам гендиректора Сергея Каратаева, «процентов 80 наших сотрудников вагон в глаза не видели, потому что управление им ведется при помощи IT-систем. И все решения, когда, куда и почему вагон должен поехать, принимаются на основании анализа различных данных и с помощью IT-систем». В 2023 году ПГК намерена довести долю IT-персонала до 25 % от общей численности сотрудников и для этого активно нанимает специалистов на российском рынке. Помимо зарплат и премий ПГК платит своим сотрудникам до 1,5 млн рублей за идею, которая позволяет оптимизировать бизнес-процессы и оказывает положительный экономический эффект по итогу внедрения. Сумма выплаты зависит от объёма положительного эффекта. Оплачиваются все инициативы, эффект от которых превышает прибыль 100 тыс. рублей в год.

### Показатели деятельности
Выручка ПГК за 2020 год по МСФО составила 81 миллиардов рублей (−6 % к 2019 году), чистая прибыль — 26,2 млрд руб. (+8,3 % по сравнению с 2019 годом), прибыль от операционной деятельности составила 34,5 млрд руб.
В 2020 году грузооборот компании составил 272 миллиарда тонно-километров. Чистая прибыль по МСФО в 2020 году составила 26,2 миллиардов рублей.
Грузооборот компании в 2021 году увеличился до 268,2 млрд т-км. Чистая прибыль по МСФО в первом полугодии 2021 года составила 9 млрд рублей.
Независимое европейское рейтинговое агентство RAEX-Europe в 2022 году включило ПГК в свой рейтинг «ESG-рэнкинг российских компаний». ПГК занимает в нём 64 место и входит в первую тройку компаний в секторе «железнодорожная транспортировка».
Чистая прибыль компании за 2022 год составила 38,4 млрд рублей (в 2021 году — 22 млрд рублей).

### Рейтинговые оценки
Рейтинговое агентство «Эксперт РА» в 2018 году присвоило  АО «ПГК» рейтинговую оценку ruAA+ со стабильным прогнозом, в 2019 и 2020 годах рейтинг был подтверждён. В 2021 году рейтинг повышен до ruAAA и подтверждался на этом уровне в 2022-2024 годах, однако в том же 2024 снижен до ruAA (подтверждён в 2025).

## История
ОАО «ПГК» основано в 2007 году в ходе реформирования железнодорожной отрасли бывшего СССР. 
В 2011 году компания была приватизирована и в течение 2011 и 2012 годов выкуплена у РЖД структурами предпринимателя Владимира Лисина. 
1 ноября 2023 года компания была продана новому владельцу — компании  АО «Аврора Инвест». 
В августе 2024 года контроль над ПГК перешёл к банку ВТБ, при этом президент-председатель правления ВТБ Андрей Леонидович Костин отмечал, что в скором будущем предполагается дальнейшая продажа ПГК.
В декабре 2024 года было объявлено о том ВТБ продал 100% акций АО «Аврора Инвест», которое владеет ПГК. Покупатель  не раскрывается.
Руководители:
- с 2012 по 2018 год генеральный директор ПГК — Олег Юрьевич Букин[35];
- с 2018 по 2019 год генеральный директор ПГК — Александр Алексеевич Сапронов[36];
- с 2019 по 2023 год генеральный директор ПГК — Сергей Михайлович Каратаев[37];
- с 2023 по 2024 год генеральный директор ПГК — Руслан Салманович Бабаев[38].
- с августа 2024 года генеральный директор ПГК — Олег Вячеславович Романов[39].